# Пала Санта Филомена (спортивный комплекс)

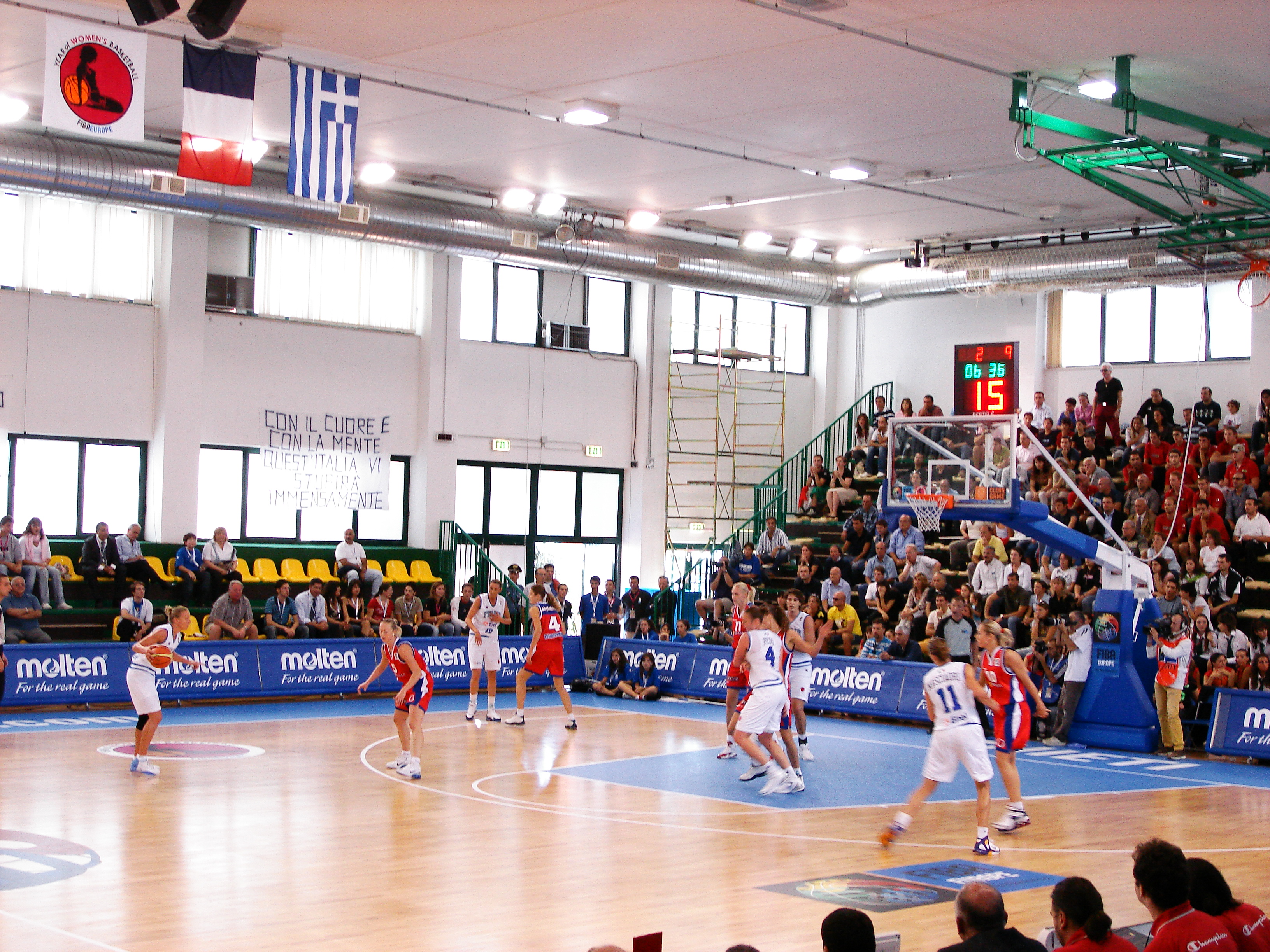
Матч женского ЧЕ-2007 Италия - Россия на площадке «Пала Санта Филомена»

Пала Санта Филомена (итал. Palazzetto dello sport «Santa Filomena») — крытая спортивная арена в Кьети.
Спортивный зал вмещает 1 500 зрителей, внутри арены находятся: тренажерный зал площадью 200 кв.м., сауна, джакузи, конференц-зал, комната для прессы, VIP-зал. Арена служит домашней площадкой для женской баскетбольной команды «ЦУС Кьети», мини-футбольной «ЦУС Кьети» и мужской гандбольной «ЦУС Кьети».
Наиболее значимым мероприятием, проводимым в стенах этого спортивного комплекса, являлся женский Чемпионат Европы по баскетболу 2007 года, также на паркете арены проводились: в 2008 году молодёжный женский Чемпионат Европы по баскетболу и Чемпионат Европы по баскетболу среди кадетов, в 2009 году женский гандбольный турнир Средиземноморских игр.